# Lapin Câlin
Lapin Câlin est un chanteur virtuel, qui vise un très jeune public (de 2 à 9 ans généralement) et qui est essentiellement connu pour son titre La fête des lapins, qui a atteint la 29e place du Top 50. C'est une création originale en images de synthèse animées, commercialisée par la compagnie allemande Jamba vers fin 2007, et destinée à promouvoir une de ses sonneries de téléphone à télécharger. Le personnage de Lapin Câlin est nommé « Schnuffel » en allemand, « Snuggle Bunny » en anglais et « Snuffie Bunny » en néerlandais. Le succès venant, Jamba (devenu Jesta Digital en 2010) lui a ajouté par la suite une petite amie, Jolie Prâline, appelée originellement « Schnuffelienchen » et « Snuggelina » en anglais.

## Biographie
En Avril 2008, ce petit lapin gris et blanc fictif aux longues oreilles (un lapin bélier allemand), doté de grands yeux bleus, d'aspect comique, est le support d'un single prénommé La chanson des bisous qui est accompagné d'un clip vidéo de presque 3 minutes. La sonnerie devient une chanson composée par Sebastian Nussbaum et Andreas Wendorf, traduite en dix langues. Le single ne paraitra pas dans des classements comme le Top 50. Il faudra attendre jusqu'au 27 juin 2009 pour que l'artiste virtuel créé en synthèse 3D entre dans le Top. En effet, avec une nouvelle chanson nommée La fête des lapins, Lapin Câlin entrera à la 31e position la semaine de la sortie du single. En tout, il tiendra 27 semaines dans le Top 100 des singles sans aucune sortie, en passant par la 29e place (sa meilleure position). Le titre passera sa dernière semaine dans les 100 premières ventes de singles le 26 décembre 2009, à la 98e position. L'album, Le monde magique de Lapin Câlin, sortira le même mois que la sortie du single, c'est-à-dire en juin 2009. Celui-ci ne rentrera pas dans un classement, sauf celui du Top Album Téléchargement, où il atteindra la 187e position.

## Discographie

### Albums
- 2008
  - Ich hab' Dich lieb (I Love You)
  - Ich hab' Dich lieb - Gold Edition
  - Winterwunderland (Winterwonderland)
- 2009
  - Winterwunderland - New Edition 
  - Le monde magique de Lapin Câlin (Ich hab' Dich lieb  V.F.)
  - Komm Kuscheln (Come Cuddle)
- 2012
  - Winterwunderland - Krone Edition

### Singles
- 2008
  - La chanson des bisous (Kuschel Song) (Snuggle Song)
  - Je t'aime tellement (Ich hab' Dich lieb) (I love you)
  - La fête des lapins (Häschenparty) (Bunnyparty)
  - Vive Noël ! (Schnuffels Weihnachtslied) (Christmas Song)

- 2009
  - Bip Bip (Piep Piep) (Beep Beep)

- 2011
  - Dou Bi Dou Bi Dou (DubiDubi Du) (Doo Bee Doo Bee Doo)
  - Tut tut tut (Toot toot toot)
  - Jingle Bells (avec d'autres personnages de Jesta Digital)

Par Schnuffelienchen :
- 2010
  - Berce-moi, serre-moi, aime-moi (Küss mich, halt mich, lieb mich) (Kiss me, hold me, love me)

- 2012
  - Schmetterling

- 2014
  - Ohne Dich

### Pièces de théâtre radiophonique
Ces pièces radiophoniques ont été commercialisées sous la forme de livres audio.
- 2008
  - Schnuffel und Schnuffelienchen 1 : Das Geheimnis der Möhre (The secret of the carrot)
- 2009
  - Schnuffel und Schnuffelienchen 2 : Die bezaubernde Prinzessin (The charming princess) 
  - Schnuffel und Schnuffelienchen 3 : Die kleinen Purzelsterne (The little shooting stars)
- 2010
  - Schnuffel und Schnuffelienchen 4 : Der Schatz im Glitzersee (The treasure in the glittering sea)
  - Schnuffel und Schnuffelienchen 5 : Die kleine Schneefee (The little snow fairy)
- 2011
  - Schnuffel und Schnuffelienchen 6 : Das Baby-Einhorn (The baby unicorn)
- 2013
  - Schnuffel und Schnuffelienchen 7 : Abenteuer auf der Trauminsel (Adventure in the island of dream)
- 2014
  - Schnuffel und Schnuffelienchen 8 : Das Geheimnis der Kleinen Eule (The secret of the little owl)